# Прапор Брассата
Прапор Брассата був офіційно затверджений муніципальною радою 31 травня 1979 року як офіційний муніципальний прапор муніципалітету Брассат в провінції Антверпен. 12 грудня 1979 року він був підтверджений Королівським указом і остаточно опублікований 1 листопада 1979 року в офіційному бельгійському державному віснику. Офіційно прапор описується так:
Три смуги червона, біла і червона, висота в пропорціях 1, 3, 1 з гербом міста на білій смузі.
Прапор був розроблений за зразком прапора Антверпена. Червоний і білий кольори є офіційними кольорами муніципалітету. Прапор у формі лише щита також присутній на гербі Брассата.

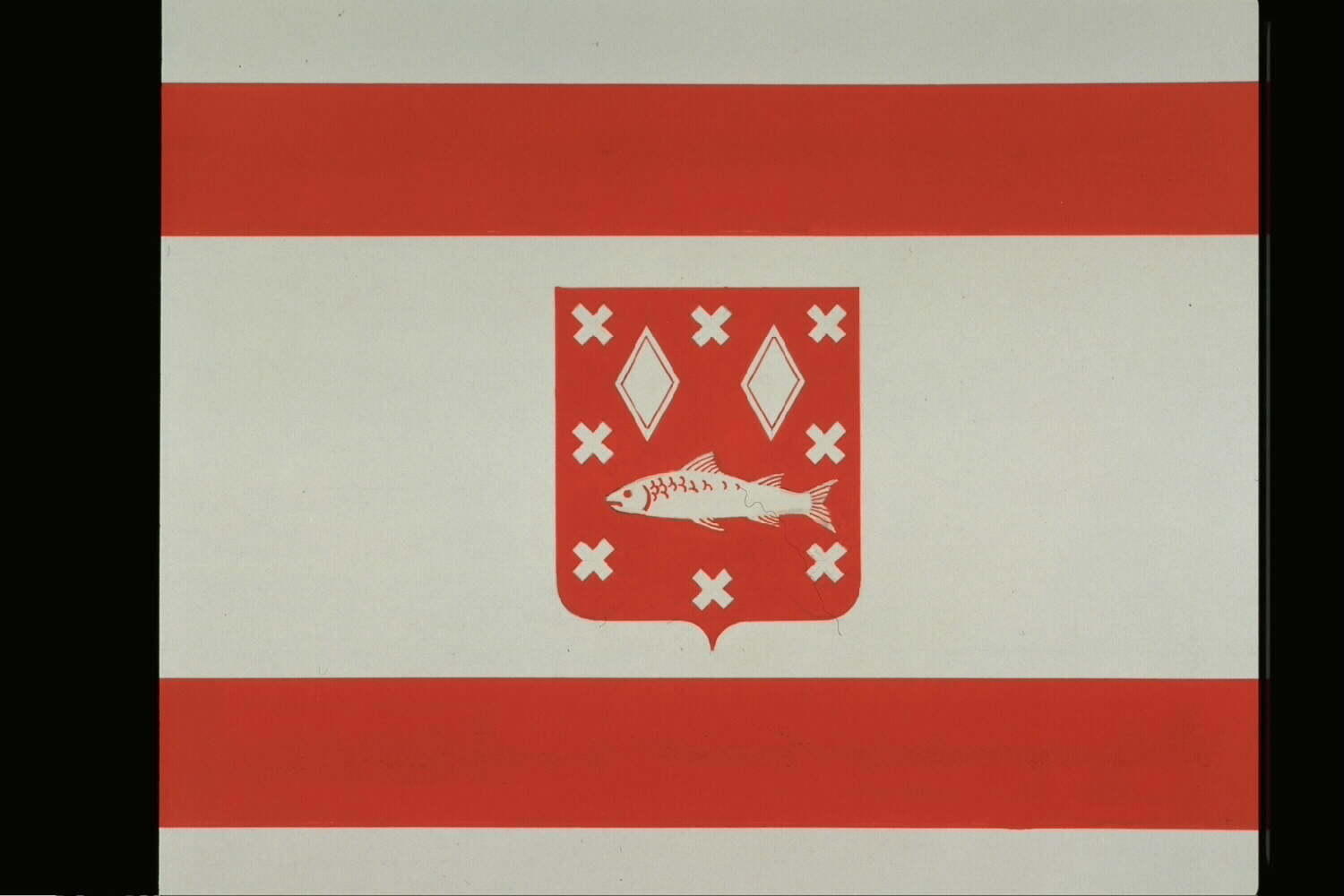
Офіційний малюнок прапора
Прапор Антверпена (міста)
Герб Брассата

## Попередній прапор
Брассат використовував прапор із двома вертикальними смугами синього та жовтого як неофіційних кольорів. Спочатку кольори були синіми та жовтими. Але вони ніколи не були офіційно визнані. Ці кольори досить довго залишалися кольорами міста, але офіційно вони так і не були встановлені.

Попередній прапор (до 1979)